# Joseph Mewis
Joseph „Jef” Mewis (ur. 23 marca 1931 w Antwerpii, zm. 10 kwietnia 2025 tamże) – belgijski zapaśnik. Srebrny medalista olimpijski z Melbourne.
Zawody w 1956 były jego drugimi igrzyskami olimpijskimi, debiutował w Helsinkach cztery lata wcześniej. W 1956 walczył w stylu wolnym, zdobywając srebro w wadze piórkowej, poniżej 62 kilogramów. W finale pokonał go Japończyk Shōzō Sasahara. Brał udział w igrzyskach w 1960 i 1964 (podczas ostatniego startu rywalizował w stylu klasycznym).
Jego starszy brat Maurice występwał w zapasach na tych samych igrzyskach olimpijskich.